# Gilmer County (Georgia)
Das Gilmer County ist ein County im Bundesstaat Georgia der Vereinigten Staaten. Der Verwaltungssitz (County Seat) ist Ellijay, benannt nach einer benachbarten Indianersiedlung oder dem indianischen Ausdruck für „Grüne Erde“.

## Geographie
Das County liegt im Norden von Georgia und ist etwa 35 km von der Südgrenze von Tennessee entfernt. Es hat eine Fläche von 1118 Quadratkilometern, wovon 13 Quadratkilometer Wasserfläche sind und grenzt im Uhrzeigersinn an folgende Countys: Fannin County, Dawson County, Pickens County und Murray County.

## Geschichte

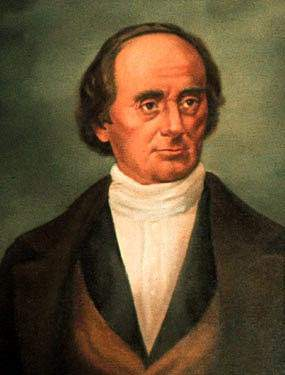
G. Gilmer

Gilmer County wurde am 3. Dezember 1832 als 84. County von Georgia aus Teilen des Cherokee County gebildet. Benannt wurde es nach George Rockingham Gilmer, einem US-Kongress-Mitglied und Gouverneur von Georgia.

## Demografische Daten
Laut der Volkszählung von 2010 verteilten sich die damaligen 28.292 Einwohner auf 11.314 bewohnte Haushalte, was einen Schnitt von 2,58 Personen pro Haushalt ergibt. Insgesamt bestehen 16.564 Haushalte.
66 % der Haushalte waren Familienhaushalte (bestehend aus verheirateten Paaren mit oder ohne Nachkommen bzw. einem Elternteil mit Nachkomme) mit einer durchschnittlichen Größe von 3,14 Personen. In 29,2 % aller Haushalte lebten Kinder unter 18 Jahren sowie in 31,4 % aller Haushalte Personen mit mindestens 65 Jahren.
24,2 % der Bevölkerung waren jünger als 20 Jahre, 21,6 % waren 20 bis 39 Jahre alt, 28,6 % waren 40 bis 59 Jahre alt und 25,6 % waren mindestens 60 Jahre alt. Das mittlere Alter betrug 43 Jahre. 50,0 % der Bevölkerung waren männlich und 50,0 % weiblich.
92,3 % der Bevölkerung bezeichneten sich als Weiße, 0,5 % als Afroamerikaner, 0,3 % als Indianer und 5,3 % als Asian Americans. 1,3 % gaben die Angehörigkeit zu einer anderen Ethnie und 2,9 % zu mehreren Ethnien an. 9,5 % der Bevölkerung bestand aus Hispanics oder Latinos.
Das durchschnittliche Jahreseinkommen pro Haushalt lag bei 39.581 USD, dabei lebten 21,4 % der Bevölkerung unter der Armutsgrenze.

## Kultur und Sehenswürdigkeiten

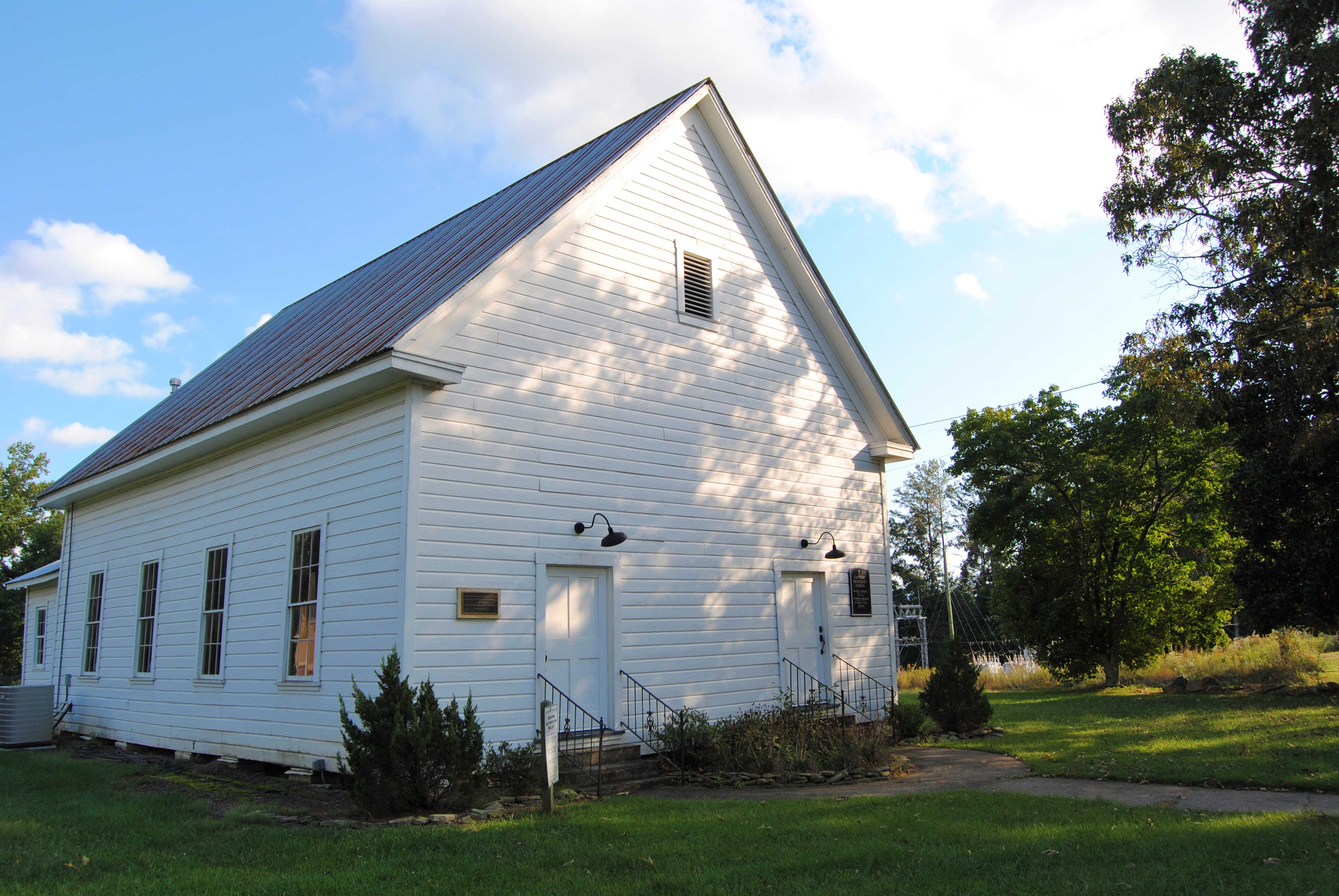
Cartecay Methodist Church and Cemetery an der State Route 52 (2014). Diese Kirche einer 1834 gegründeten methodistischen Gemeinde entstand circa 1859. Nach dem Zweiten Weltkrieg wurden zwei Klassenräume für eine Sonntagsschule ergänzt. Im April 2001 wurde die Cartecay Methodist Church and Cemetery als zweites Objekt im County in das NRHP aufgenommen.

Zwei Bauwerke im Gilmer County sind im National Register of Historic Places („Nationales Verzeichnis historischer Orte“; NRHP) eingetragen (Stand 16. Dezember 2023), wobei das alte Gilmer County Courthouse 2008 abgerissen wurde.

## Orte im Gilmer County
Orte im Gilmer County mit Einwohnerzahlen der Volkszählung von 2010:
Cities:
- East Ellijay – 546 Einwohner
- Ellijay (County Seat) – 1619 Einwohner

Census-designated place:
- Cherry Log – 119 Einwohner